# Constelación de satélites OneWeb
La constelación de satélites OneWeb es una constelación satelital, desarrollada con el objetivo de proporcionar servicios globales de internet de banda ancha. Pretende ofrecer servicios a todo el mundo, a partir de 2021. La constelación está siendo desarrollada por la compañía OneWeb (anteriormente conocida como WorldVu Satellites), con sede en Londres, Reino Unido y oficinas en California, Florida, Virginia, Dubái y Singapur. Los primeros seis satélites de la constelación se lanzaron en febrero de 2019 y el primer gran lote de satélites se lanzó en febrero de 2020. Se planean más lanzamiento durante el año 2020. 
El 28 de marzo de 2020 OneWeb abre un procedimiento de quiebra. Anuncia el cierre principalmente por no cerrar una financiación adicional de 2 mil millones de dólares con SoftBanck, principal inversor de la empresa.
Actualmente hay 74 en órbita, de los cuales 68 estaban en la versión operativa.
Los satélites están siendo construidos por OneWeb Satellites, una empresa conjunta entre Airbus y OneWeb. Los satélites operarán en la órbita baja terrestre, a aproximadamente 1.207 km de altitud, transmitiendo y recibiendo en la banda Ku del espectro de radiofrecuencia. OneWeb está considerando casi cuadruplicar el tamaño de la constelación de satélites a lo largo del tiempo al agregar 1972 satélites adicionales a los que tiene derechos prioritarios.

Un ejemplo visual de la constelación del Sistema de Posicionamiento Global de 24 satélites, mucho más pequeña, en movimiento con la Tierra girando. Observe cómo la cantidad de satélites a la vista desde un punto dado en la superficie de la Tierra, en este ejemplo a 45° N, cambia con el tiempo.

## Historia
Los primeros informes de la posible participación de Google en la oferta de servicios de internet de banda ancha surgieron en febrero de 2014, cuando se rumoreaba que una "constelación de satélites" podía llegar a los 1.600 satélites.
Para junio de 2014, WorldVu (que luego sería renombrado como OneWeb), había adquirido el espectro satelital que anteriormente era propiedad de SkyBridge, una compañía que se declaró en quiebra en 2000, en un intento mucho anterior de ofrecer servicios de internet de banda ancha por satélite.
En mayo de 2014, el concepto inicial había sido tener al menos 20 satélites operando en cada uno de los 20 planos orbitales diferentes para proporcionar una cobertura consistente de internet sobre la superficie de la Tierra.
Para septiembre de 2014, la compañía WorldVu tenía 30 empleados, y varios empleados de Google que se habían unido como parte de la adquisición de O3b Networks en 2013, dejaron Google para formar parte de WorldVu Satellites Ltd. Los derechos del espectro de radiofrecuencia se transfirieron a WorldVu. No estaba claro por qué el equipo de WorldVu dejó Google, ni cuál podría ser el papel de Google en WorldVu en el futuro. En ese momento, WorldVu estaba trabajando en estrecha colaboración con SpaceX y su fundador, Elon Musk, para explorar los servicios de internet por satélite aunque no se había establecido una relación formal y no se habían hecho compromisos de lanzamiento en 2014.
Para noviembre de 2014, el Wall Street Journal informó que Musk y Wyler estaban considerando opciones para construir una fábrica para fabricar satélites de alto volumen y bajo costo, y que "se han mantenido conversaciones iniciales con funcionarios estatales en Florida y Colorado" sobre potencialmente ubicando una fábrica en esos estados, así como que SpaceX probablemente lanzaría los satélites. También en noviembre, WorldVu emitió una licitación "a fabricantes de satélites por 640 satélites de 125 kg", solicitando respuestas a mediados de diciembre, después de haber obtenido la aprobación regulatoria para el uso de las frecuencias de comunicación de espectro electromagnético necesarias a mediados de 2014.
La solicitud de OneWeb 2014 a los fabricantes de satélites fue para una construcción total de aproximadamente 900 pequeños satélites de provisión de internet, incluidos repuestos terrestres y en órbita. Se recibieron respuestas de fabricantes europeos y estadounidenses, incluidos Airbus Defence and Space, Lockheed Martin Space Systems, OHB SE, SSL y Thales Alenia Space, y las discusiones se centraron en cómo cada una de estas compañías podría "escapar de sus historias de statu quo como hardware espacial importante contratistas y rehacerse en productores capaces de producir múltiples satélites por mes, cada uno con un costo de menos de 500 000 US$". OneWeb anunció que planeaba formar una empresa conjunta con el oferente ganador y abrir una nueva instalación para fabricar los nuevos smallsats.
En enero de 2015, el Wall Street Journal informó que WorldVu, que ahora operaba con el nombre de OneWeb Ltd, había obtenido fondos de Virgin Group y Qualcomm para construir y lanzar la constelación, mientras que SpaceX no era un inversor y su papel en la empresa no estaba claro. OneWeb también divulgó que los satélites planeados pesarían aproximadamente 125 kg y que los planes eran desplegar aproximadamente 650 de ellos en órbita terrestre baja para operar a 1200 kilómetros (745,6 mi) de altitud. Pocos días después, Elon Musk anunció la empresa de constelación satelital rival SpaceX, con la apertura de la instalación de desarrollo satelital SpaceX en Seattle, Washington, con la intención de llevar a SpaceX al negocio de la provisión de internet y la red de retorno, inicialmente anunciados como el objetivo de construir una constelación de aproximadamente 4000 satélites, con la primera generación en funcionamiento en 2020.
Los satélites para la constelación OneWeb se anunciaron inicialmente a 113,4 kg, aproximadamente del mismo tamaño que los dos satélites de imágenes de la Tierra que luego fueron operados por Skybox Imaging, que Google adquirió en agosto de 2014. Sin embargo, para el año siguiente, las fuentes acercan los satélites a 175–200 kg (386–441 lb) en masa.
En marzo de 2015, OneWeb indicó que tenían la intención de seleccionar un proveedor de servicios de lanzamiento a mediados de 2015 y en junio de 2015 anunció que Arianespace fue contratada para proporcionar 21 lanzamientos multisat en Soyuz a partir de 2017 con Virgin Galactic bajo contrato para proporcionar 39 lanzamientos de un solo satélite utilizando su lanzador de pequeños satélites, LauncherOne. Para 2015, también había una opción para usar Ariane 6 para hasta tres lanzamientos después de 2021, lo que lo convierte en el primer contrato potencial anunciado para el Ariane 6.
Para junio de 2015, OneWeb había variado su plan, con una constelación algo más grande de 720 satélites, operando en órbita terrestre baja a 1.200 km de altitud. Sin embargo, a principios de 2016, el número de satélites se redujo a 640, pero aún a 1.200 km.
En junio de 2015, Airbus Defence and Space fue seleccionado para construir los satélites, y el desarrollo se mantuvo según lo programado un año después, con los primeros diez satélites aún en camino para el lanzamiento en 2017 de un vehículo de lanzamiento Soyuz europeo. Ese mismo mes, Hughes Communications realizó una inversión de capital en OneWeb, y acordó producir el sistema de red terrestre para OneWeb.
En diciembre de 2016, SoftBank Group Corp acordó invertir mil millones de dólares en OneWeb, convirtiéndose así en el mayor accionista de OneWeb, con una participación de aproximadamente el 40%. Otros 200 millones de dólares fueron financiados en ese momento por sus inversores actuales, que incluyen Qualcomm Inc, Airbus Group y Virgin Group. Se esperaba que la transacción se cerrara en el primer trimestre de 2017.
En febrero de 2017, OneWeb anunció que había vendido la mayor parte de la capacidad de comunicación de sus 648 satélites iniciales, y estaba considerando casi cuadruplicar el tamaño de la constelación de satélites al agregar 1972 satélites adicionales para los que tiene derechos de licencia de espectro prioritario. Con el aumento de capital original de 500 millones de dólares en 2015, más la inversión de mil millones de dólares de SoftBank en 2016, los "inversores anteriores se comprometieron a 200 millones de dólares adicionales, elevando el capital total de OneWeb a 1,7 mil millones de dólares".  
En marzo de 2017, OneWeb presentó ante la autoridad reguladora estadounidense FCC sus planes para desplegar una constelación adicional de 2.000 "satélites de banda V en órbitas no geosincrónicas para proporcionar servicios de comunicaciones" en un espectro electromagnético que anteriormente no había sido "muy empleado para comunicaciones comerciales servicios". Esto incluiría "720 satélites de banda V en órbita baja terrestre a 1.200 kilómetros de altitud y otra constelación en órbita terrestre media (MEO) de 1.280 satélites".
En 2015-2017 surgió cierta controversia con las autoridades reguladoras sobre la licencia del espectro de comunicaciones para estas grandes constelaciones de satélites. La regla reguladora tradicional e histórica para la licencia de satélites del espectro de comunicaciones ha sido que los operadores de satélites podrían "lanzar una sola nave espacial para cumplir con su fecha límite en servicio [del regulador], una política que posteriormente se considera que permite a un operador bloquear el uso de valiosos espectro de radio durante años sin desplegar su flota". La FCC ha establecido un plazo de seis años para implementar una constelación grande completa para cumplir con los términos de la licencia. El regulador internacional, la UIT, propuso a mediados de 2017 una directriz internacional que sería considerablemente menos restrictiva. A partir de septiembre de 2017, tanto Boeing como SpaceX han solicitado a la FCC una exención de la regla de los 6 años, mientras que OneWeb recibió la aprobación de la FCC bajo el régimen existente.
En agosto de 2018, se anunció que el primer lanzamiento del satélite de prueba podría pasar a 2019, y no sería antes de mediados de diciembre de 2018, y para diciembre, se planeó no antes de marzo de 2019. Ahora se planea que el sistema satelital esté completamente en línea para 2027. Después de que OneWeb construyó los satélites iniciales y realizó pruebas en tierra donde encontraron que los satélites "construidos demostraron un rendimiento mejor de lo esperado", OneWeb anunció en diciembre de 2018 que la compañía necesitará solo 600 satélites en lugar de los 900 planeados previamente para la constelación inicial.
En febrero de 2020, OneWeb lanzó 34 satélites en órbita en un cohete Soyuz desde el Cosmódromo de Baikonur, en Kazajistán. Los planes están en marcha para lanzar otras 34 naves espaciales el 18 de marzo de 2020, con toda la red compuesta en última instancia por 648 satélites.

## Lanzamientos
El 27 de febrero de 2019, OneWeb lanzó con éxito los primeros 6 de los 648 satélites planificados (600 activos más 48 repuestos en órbita) en órbita terrestre baja desde el Centro Espacial de Guayana en la Guayana Francesa utilizando un cohete ruso Soyuz-2 ST-B. También en esa fecha, en el MWC2019, OneWeb anunció la firma de sus dos primeros acuerdos comerciales con Talia Ltd para su servicio de banda ancha de baja latencia Quika a África y Oriente Medio, y con Intermatica Sp A para el servicio a Europa, marcando así el inicio de su actividad comercial. Se esperan más lanzamientos durante el 2020.

### Lista de lanzamientos
En noviembre de 2019, OneWeb planeó lanzamientos mensuales para comenzar en enero de 2020, aunque el primero de estos lanzamientos se retrasó hasta principios de febrero de 2020.
| Vuelo | Fecha/Hora (UTC)      | Sitio de lanzamiento | Vehículo de lanzamiento | Número desplegado          | Estado      |
| ----- | --------------------- | -------------------- | ----------------------- | -------------------------- | ----------- |
| 1     | 27 de febrero de 2019 | Kourou, ELS          | Soyuz ST-B/Fregat-M     | 6 (satélites de prueba)    | Éxito       |
| 2     | 6 de febrero de 2020  | Baikonur, sitio 31/6 | Soyuz-2.1b/Fregat-M     | 34                         | Éxito       |
| 3     | 18 de marzo de 2020   | Baikonur, sitio 31/6 | Soyuz-2.1b/Fregat-M     | 34                         | Éxito       |
| 4     | Marzo de 2022         | Baikonur, sitio 31/6 | Soyuz-2.1b/Fregat-M     | 36 (2 satélites de prueba) | Planificado |

## Diseño
Los satélites en la constelación OneWeb pesan aproximadamente 150 kg, por debajo de la estimación de diseño de 2015 de 175–200 kg. Los 648 satélites se situarán en 18 planos de órbita polar a 1.200 km de altitud.
Los satélites operarán en la banda Ku, por lo que su intervalo de frecuencias se situará en el de microondas, entre 12 y 18 GHz del espectro electromagnético. Los satélites utilizan una técnica llamada "tono progresivo" en el que los satélites se giran ligeramente para evitar interferencias con los satélites de banda Ku en órbita geoestacionaria. La antena del terminal de usuario en el suelo será de matriz en fase que mide aproximadamente 36 x 16 cm (14.2 x 6.3 in), y proporcionará acceso a internet con un ancho de banda del enlace descendente (en inglés, downlink) de 50 Mbit/s, casi con seguridad por encima de la del enlace ascendente (en inglés, uplink), pero este número sigue siendo difícil de precisar.     
Los satélites estarán diseñados para cumplir con las "pautas de mitigación de desechos orbitales para retirar satélites de su órbita y, para satélites de órbita baja, asegurar su reentrada en la atmósfera de la Tierra transcurridos 25 años".

## Fabricación y despliegue
La constelación se anunció originalmente en junio de 2014 como solo la mitad del total de aproximadamente 720 satélites. Una cuarta parte de los satélites constituirían la constelación inicial, y estos operarían en la parte inferior de las dos órbitas propuestas, a aproximadamente 850 km de altitud. La constelación inicial se elevaría o bajaría presumiblemente a su altitud orbital final de 800 km o 950 km, a medida que el consumo y el uso comercial del servicio de banda ancha crece con el tiempo. A principios de 2015, OneWeb indicó que los primeros lanzamientos ocurrirían no antes de 2017.
En febrero de 2016, OneWeb anunció que establecería una instalación de ensamblaje y ensayos en Florida con planes de ensamblar y lanzar la mayoría de los satélites para fines de 2019, mientras fabricaba 250 adicionales de los satélites de 140 kg, como repuestos para ser utilizados en años posteriores.
Para cuando comenzó el despliegue orbital real de la constelación, en febrero de 2019, el tamaño planeado de la constelación se había establecido nuevamente en 648, cerca de la proyección original, con 600 satélites activos y 48 repuestos en órbita. Cada satélite cuesta 830 000 £ (alrededor de 1 millón de dólares).
En enero de 2020, OneWeb alcanzó una tasa de producción de dos satélites por día. En febrero, la compañía lanzó su primer gran lote de satélites.

## Preocupaciones

### Problemas de vida útil
Con una cantidad tan grande de satélites que se agregan a la órbita terrestre baja ya abarrotada, los planes para manejar los satélites una vez que se completa la vida operativa de cada satélite son una consideración importante. La región entre 600 y 1000 km ya es el régimen orbital más congestionado alrededor de la Tierra, y se han expresado preocupaciones sobre la adición al problema de los desechos espaciales existentes. Podría haber un nuevo régimen de órbitas de cementerio añadido, similar a las que se utilizaron durante décadas en órbita geoestacionaria para gestionar comunicaciones posoperativas. Sin embargo, en las altitudes orbitales previstas para OneWeb, la órbita de cementerio puede no tener una vida suficientemente larga para asegurar la estabilidad a largo plazo.
Una alternativa que se ha propuesto durante años es introducir la capacidad de recuperar objetos abandonados para la limpieza del espacio cercano y luego desorbitar el satélite o hacer algún tipo de reciclaje en el espacio de los materiales del satélite. Se han propuesto varios enfoques técnicos, pero hasta la fecha no existe un marco legal que requiera que los operadores de satélites limpien la externalidad negativa de sus satélites abandonados. Los nuevos enfoques ofrecen la posibilidad técnica de reducir notablemente el costo de la captura y desórbita de objetos con la implementación de un régimen de licencia de lanzamiento «uno arriba / uno abajo» a las órbitas de la Tierra que requeriría que los operadores de satélites eliminen una nave espacial por cada despliegue.
En octubre de 2017, OneWeb había presentado documentos con su plan de mitigación de desechos espaciales a la comisión estadounidense FCC. Los satélites OneWeb "están diseñados para una vida de misión de al menos cinco años", y "se prevé que la operación de eliminación posterior a la misión demore menos de un año". OneWeb también dijo que ha diseñado su red satelital para evitar colisiones con estaciones espaciales y escombros, y que OneWeb "detectará activa y regularmente las conjunciones entre sus propios satélites y otros objetos en el catálogo publicado por el Centro de Operaciones Espaciales Conjuntas (CSpOC)".

### Interferencia con otros transceptores terrestres
El competidor de OneWeb, el operador de la flota de satélites ABS, ha expresado su preocupación por la cantidad de interferencia electromagnética que la constelación de OneWeb podría agregar a los transceptores terrestres existentes.

### Preocupaciones de seguridad rusas
El Servicio Federal de Seguridad (FSB), por medio de Vladimir Sadovnikov, manifestó su oposición a que OneWeb cubriera Rusia; ya que, según expuso, OneWeb podría usarse con fines de espionaje. La solicitud de OneWeb para una banda de frecuencia fue rechazada previamente por el Ministerio de Desarrollo Digital y Comunicaciones, supuestamente debido a problemas legales pendientes. El FSB también propuso aumentar el escrutinio de otros equipos de internet satelital en Rusia.

## Competencia
Se cree que la competencia con OneWeb para producir satélites más pequeños y de menor costo, en general, "proviene de otros fabricantes de satélites pequeños, como Sierra Nevada Corp. con sede en Nevada y Surrey Satellite Technology Ltd. de Gran Bretaña". En la provisión de servicios de internet de banda ancha más específicamente, hay una gran cantidad de alternativas al servicio de banda ancha satelital WorldVu propuesto, involucrando principalmente el servicio de banda ancha de radio por cable y terrestre. 
Otros competidores potenciales en el espacio de internet satelital son la constelación Starlink de 12 000 satélites propuesta por SpaceX y una propuesta de Samsung de 2015 que describe una constelación de 4.600 satélites que orbitan a 1448,4 km, podría aportar 200 gigabytes de datos de internet por mes a "cada uno de los 5 mil millones de personas del mundo".
Amazon anunció una gran constelación de satélites de internet de banda ancha en abril de 2019, planeando lanzar 3236 satélites en la próxima década en lo que Amazon llama "Proyecto Kuiper", una constelación de satélites que trabajará en concierto con la red de 12 estaciones terrenas anunciada por Amazon. Las instalaciones de la estación terrestre satelital (la "unidad de la estación terrestre AWS") se anunciaron en noviembre de 2018.
Históricamente, a las compañías anteriores que intentaron construir redes de servicios de internet satelitales y proporcionar conexiones de internet basadas en el espacio no les fue bien, ya que ambos servicios se vieron afectados por altos costos que, en consecuencia, atrajeron a pocos usuarios. Iridium SSC se declaró en quiebra en 1999 y Globalstar hizo lo mismo en 2002.